# Sydkorea i olympiska sommarspelen 1952
Sydkorea deltog med 19 deltagare vid de olympiska sommarspelen 1952 i Helsingfors. Totalt vann de två bronsmedaljer.

## Medaljer

### Brons
- Kang Joon-Ho - Boxning, bantamvikt.
- Kim Sung-Jip - Tyngdlyftning.